# Vlag van de planeet Mars

Vlag van de planeet Mars

Hoewel de vlag van de planeet Mars niet een officiële vlag is op wettelijk gebied, is de vlag wel erkend door de Mars Society en The Planetary Society. Hij heeft ook in de ruimte gevlogen. De vlag werd aan boord van de Space Shuttle Discovery meegenomen door de astronaut John Mace Grunsfeld. De rode baan symboliseert Mars zoals hij nu is. De groene en blauwe banen symboliseren de fases van de mogelijke terravorming van Mars. De Mars-trilogie van Kim Stanley Robinson (Red Mars, Green Mars en Blue Mars) vormde de basis voor de vlag. De vlag van Mars wappert over het Flashline Mars Arctic Research Station (FMARS) op Devoneiland, Canada, en over het Mars Desert Research Station (MDRS) in Hanksville, Utah, Verenigde Staten.